# تشم العبيد (عنافجة)
تشم العبيد (بالفارسية: چم‌العبید) هي قرية وتقع في إيران في قسم عنافجة الريفي. يقدر عدد سكانها بـ 613 نسمة بحسب إحصاء 2016.